# روماس کوکالیس
روماس کوکالیس (به انگلیسی: Romas Kukalis) (زادهٔ ۲۳ سپتامبر ۱۹۵۶)، معروف به روماس، نقاش و تصویرساز آمریکایی ـ کانادایی است.